# Martin Lohmann (Wirtschaftswissenschaftler)
Gottfried August Martin Lohmann (* 20. April 1901 in Leopoldshall; † 25. Januar 1993 in Freiburg im Breisgau) war ein deutscher Betriebswirtschaftler, der dem Lohmann-Ruchti-Effekt seinen Namen gab.

## Leben
Sein Vater Richard Lohmann war Chemikalienkaufmann. Martin Lohmanns akademische Ausbildung begann 1919 an der Handelshochschule Leipzig. Nach dem Studium zum Diplom-Kaufmann (1921) promovierte er dort unter seinem Doktorvater Wilhelm Stieda im März 1923 mit der – volkswirtschaftlichen – Arbeit „Die Bedeutung der deutschen Ansiedlungen in Pennsylvanien“. Zwischen Oktober 1924 und Oktober 1929 bekleidete er eine Lehramtstätigkeit an der Handelshochschule Leipzig, seit April 1925 war er dort bis September 1929 auch Assistent seines Lehrers Stieda. Seine Habilitationsschrift aus dem Jahre 1928 trug den Titel „Der Wirtschaftsplan des Betriebes und der Unternehmung“. Im September 1929 ging er als Privatdozent an die Universität Kiel, im September 1934 erhielt er dort eine außerordentliche Professur. Hier entstand 1937 sein Hauptwerk „Das Rechnungswesen der Kartell- und Gruppenwirtschaft“. Seit April 1939 lehrte er als Ordinarius an der Universität Freiburg im Breisgau. In der Zeit des Nationalsozialismus trat Lohmann der SA bei, am 3. Mai 1940 beantragte er die Aufnahme in die NSDAP und wurde zum 1. Juli desselben Jahres aufgenommen (Mitgliedsnummer 8.375.988). Sein weiteres Hauptwerk ist die „Einführung in die Betriebswirtschaftslehre“ (1949). Er wurde nach 30-jähriger Tätigkeit 1969 in Freiburg emeritiert. 

## Lohmann-Ruchti-Effekt
Das bekannteste Werk ist der nach ihm und Hans Ruchti benannte Lohmann-Ruchti-Effekt über die Wirkung der verbrauchsbedingten Abschreibungen als Reinvestitionsquelle für das Sachanlagevermögen. Martin Lohmann befasste sich erst mit dieser Materie, nachdem Ruchti bereits in seiner 1942 erschienenen Habilitationsschrift Kapazitätserweiterungen beschrieb. Im Jahre 1949 veröffentlichte Lohmann einen Artikel über Abschreibungen als wichtigste Voraussetzung für diesen Effekt. Erst als Ruchti 1953 diesen Vorgang erneut beschrieb, ging er als Lohmann-Ruchti-Effekt in die Fachliteratur ein.